# Coppa Interamericana 1968
La Coppa Interamericana 1968 è stata la prima edizione del trofeo riservato alle squadre vincitrici della CONCACAF Champions' Cup e della Coppa Libertadores.

## Avvenimenti
Il primo incontro vide imporsi l'Estudiantes, che si dimostrò superiore grazie al suo gioco. Il gol dell'1-0, realizzato al primo minuto, nacque da un'iniziativa di Verón, che dalla fascia servì Conigliaro; l'attaccante effettuò un colpo di testa schiacciato e incrociato che entrò in rete. Al 20' Pereda passò il pallone a Ruvalcaba, che realizzò, di piede, il gol del pareggio; i giocatori dell'Estudiantes protestarono, sostenendo che il messicano fosse in fuorigioco, ma l'arbitro non ravvisò alcuna irregolarità. Al 31' Bilardo ricevette la sfera da Flores, dopo che Ribaudo aveva fallito il tiro: il centrocampista segnò con un tiro a mezza altezza. In seguito fu Linares a portare i maggiori pericoli alla porta di Poletti, che respinse però tutti i suoi tiri; nel secondo tempo l'Estudiantes si dedicò alla gestione del pallone, che protrasse sino al termine dell'incontro.
La gara di ritorno si svolse a La Plata: la partita fu caratterizzata dal bel gioco espresso da entrambe le squadre. L'Estudiantes praticò un gioco più tecnico, mentre il Toluca si concentrò sull'agonismo e la tenacia: i messicani applicarono le marcature più strette su Conigliaro, Ribaudo e Verón, pressandoli con costanza. Eduardo Flores, dell'Estudiantes, segnò il primo gol dell'incontro, direttamente da calcio d'angolo; Linares pareggiò, con un colpo di testa in corsa su cross di Arévalo. A definire la vittoria messicana fu Albino Morales, che con una progressione riuscì a raggiungere l'area dell'Estudiantes e a superare Poletti; dopo la rete del 2-1 gli argentini tentarono di pareggiare, ma Florentino López si oppose a ogni conclusione pericolosa.
Lo spareggio, resosi necessario per via della perdurante situazione di parità, si tenne a Montevideo, capitale dell'Uruguay, allo Stadio del Centenario. Questa volta, nessuna delle due squadre spiccò per la qualità del proprio gioco, ma il Toluca cedette alla pressione dell'Estudiantes e si fece dominare dagli argentini per tutto l'incontro. Malbernat, al 7' minuto, effettuò un lungo traversone dalla fascia destra: il passaggio fu raccolto da Flores, che da due metri superò López, con un rasoterra diretto all'angolo destro. Al 44' su un tiro dello stesso Flores fu decisiva la deviazione di Conigliaro, che portò il risultato sul 2-0. A chiudere la partita fu lo stesso Conigliaro, che siglò il terzo gol a dieci minuti dal termine.

## Tabellino

### Andata
| Arbitro: | Ruggero |

| |            | |
| Ruvalcaba 21’                                                                                           | Marcatori  | 1’ Conigliaro 31’ Bilardo                                                                                            |
| López P Vantolrá D Solís D Oreco D Arévalo D Reynoso C Dosal C Ruvalcaba C Morales C Linares A Pereda A | Formazioni | P Poletti D Manera D Aguirre Suárez D Malbernat D Madero C Bilardo C Pachamé C Flores A Ribaudo A Conigliaro A Verón |
| Trelles                                                                                                 | Allenatori | Zubeldía |

### Ritorno
| Arbitro: | Larrosa |

| |            | |
| Flores 17’ | Marcatori  | 33’ Linares 77’ Morales                                                                                    |
| Poletti P Manera D Aguirre Suárez D Madero D Malbernat D Bilardo C Pachamé C Flores C Ribaudo A Conigliaro A Verón A | Formazioni | P López D Vantolrá D Solís D Oreco D Arévalo C Reynoso C Romero Reyes C Morales C Dosal A Linares A Pereda |
| Zubeldía | Allenatori | Trelles |

### Spareggio
| Arbitro: | Tejada |

| |            | |
| Flores 8’ Conigliaro 44’, 79’ | Marcatori  | |
| · Poletti P · Manera D · Aguirre Suárez D · Madero D · Malbernat D · Bilardo C · Pachamé C · Flores C · Ribaudo A · Echecopar A · Conigliaro A · Verón A | Formazioni | P López D Vantolrá D Solís D Oreco D Arévalo C Reynoso C Romero Reyes C Morales C Dosal A Linares A Pereda |
| Zubeldía | Allenatori | Trelles |